# Podpeč, Dobrepolje
Podpeč este o localitate din comuna Dobrepolje, Slovenia, cu o populație de 125 de locuitori.